# Armeeabteilung Steiner
Il Distaccamento d'armata Steiner (in tedesco: Armeeabteilung Steiner) fu un'unità militare temporanea della Wehrmacht, costituita per volere di Adolf Hitler il 21 aprile 1945, nel corso delle prime fasi della Battaglia di Berlino. Al suo comando fu posto Felix Steiner, l'allora Obergruppenführer delle SS. 
Le dimensioni di questa nuova unità erano leggermente più grandi di quelle di un normale corpo d'armata, ma comunque inferiori a quelle di un'armata. Secondo i piani di Hitler, il Distaccamento d'armata Steiner avrebbe dovuto lanciare un decisivo contrattacco contro le forze dell'Armata rossa, ormai prossime a circondare Berlino, ma Steiner si rifiutò di ordinare l'attacco, considerandolo impossibile in virtù della schiacciante inferiorità numerica e dell'assoluta scarsità di mezzi e di preparazione della maggior parte delle proprie forze. Il fallimento della pianificata controffensiva portò Hitler ad ammettere per la prima volta, di fronte ai suoi generali, la sconfitta nella guerra.

## Premessa
Quando il 16 aprile 1945 ebbe inizio l'offensiva sovietica lungo la linea Oder-Neisse, al Gruppo d'armate Vistola del generale Gotthard Heinrici toccò la difesa della parte settentrionale del fronte. In questo settore, l'incarico più delicato sarebbe spettato alla IX Armata (al comando del generale Theodor Busse), che si trovava a difendere le posizioni più vicine a Berlino: una sua sconfitta avrebbe aperto all'Armata rossa la strada per la conquista della capitale del Reich. Il III Corpo d'armata corazzato delle SS, al comando dell'Obergruppenführer Felix Steiner costituiva l'unità di riserva a disposizione del Gruppo d'armate Vistola.
Già nel secondo giorno di combattimenti, due delle migliori divisioni a disposizione di Steiner ricevettero l'ordine di unirsi alla IX Armata di Busse, allo scopo di fortificarne le posizioni: la divisione delle SS “Nordland” passò sotto il comando del LVI Corpo d'armata corazzato di Helmuth Weidling (impegnato nella battaglia delle Alture Seelow); la divisione SS “Nederland”, invece, fu spedita a sud ovest di Francoforte sull'Oder e riassegnata al V Corpo d'armata di montagna delle SS.
L'arrivo al fronte delle divisioni di riserva non valse a impedire una sconfitta ormai sicura per le truppe tedesche; il I Fronte Bielorusso (1FB) del Maresciallo Georgy Zhukov sfondò il 19 aprile le linee difensive sulle Alture Seelow, lanciandosi rapidamente verso Berlino: già il 21 aprile le avanguardie della II Armata corazzata della Guardia avevano occupato Bernau, a soli 15 chilometri da Berlino. Questo sfondamento del fronte determinò la creazione di un profondo saliente, che spinse il grosso della IX Armata verso sud, isolando alcune divisioni ancora attive a nord del saliente dal comando d'Armata. Alle poche unità ancora inquadrate nel III Corpo d'armata corazzato SS fu ordinato di raggruppare tutte le forze disponibili e costituire una nuova linea difensiva lungo il canale fluviale Finow, nelle prossimità di Eberswalde, così da coprire il fianco meridionale della III Armata corazzata.

## Creazione e denominazione
Hitler era ormai sempre meno lucido nella gestione delle operazioni militari, perdendo così sempre di più il contatto con la realtà tragica in cui operavano i resti della Wehrmacht. Ancora immaginava che le sue forze potessero, con un attacco ben assestato, interrompere l'avanzata sovietica e impedire l'accerchiamento della capitale dell'ormai ex Reich. Il 21 aprile, nel corso di una delle quotidiane conferenze del Führer, quest'ultimo diede disposizioni affinché si avviasse una controffensiva.
Come atto preliminare al contrattacco, le scarse unità ancora sotto il comando del generale Steiner vennero rinominate in Distaccamento d'armata Steiner (in tedesco: Armeeabteilung Steiner). Per aumentare la forza d'urto di quest'unità, le vennero assegnate le tre divisioni del 101º Corpo d'armata, che l'attacco sovietico aveva isolato dal comando della 9ª Armata, nonché il 56º Corpo d'armata corazzato, che si era ritirato poco sotto Werneuchen, nel fianco meridionale del saliente determinato dall'avanzata della 2ª Armata corazzata della Guardia.

## Il piano di Hitler
Secondo i piani di Hitler, le tre divisioni appena assegnate al Distaccamento d'armata Steiner (la 4. SS-Polizei-Panzergrenadierdivision, la 5. Jäger-Division e la 25. Panzergrenadier-division) avrebbero dovuto attaccare le posizioni sovietiche da nord, ricongiungendosi con il 56º Corpo d'armata corazzato che invece avrebbe dovuto muovere da sud. L'obiettivo di quest'attacco combinato era quello di spezzare il saliente formato dal 1FB in due settori, isolando le avanguardie sovietiche più prossime a Berlino. Questo piano faceva parte di una strategia di difesa più complessiva immaginata da Hitler, che mirava ad assestare un duro colpo ai sovietici.
Mentre il Distaccamento d'armata Steiner avrebbe dovuto fermare il 1FB a nord, la 9ª Armata, ormai isolata a sud di Berlino, avrebbe dovuto prepararsi a un attacco contro le forze sovietiche del 1FU, ricongiungendosi con i resti della 4ª Armata Panzer. Questa manovra sarebbe dovuta servire a creare le condizioni per avvolgere successivamente le forze sovietiche in una tenaglia formata dalle forze della  9ª Armata a sud e del Distaccamento d'armata Steiner a nord. La realizzazione di una serie di manovre così complesse, teoricamente realizzabile sulla carta, era impossibile sia per l'evidente superiorità numerica da parte dei sovietici, ma soprattutto per la carenza di armamenti, rifornimenti e riserve da parte dell'esercito tedesco, le cui posizioni ormai erano state sfondate su tutto il fronte.
Per questo, il piano suggerito da Hitler incontrò lo scetticismo di tutti i vertici militari tedeschi; lo stesso Steiner, non appena fu informato del piano, comunicò ad  Gotthard Heinrici che non avrebbe potuto eseguire gli ordini: la 5. Jäger-Division e la 25. Panzergrenadier-division erano impegnate a difendere le loro posizioni, mentre i due unici battaglioni disponibili della 4. SS-Polizei-Panzergrenadierdivision non disponevano di armi sufficienti per un attacco. A quel punto Heinrici comunicò al generale Hans Krebs, nuovo Capo di Stato Maggiore dell'Esercito (OKH), che il piano d'attacco era inattuabile. Chiese di discuterne con Hitler in persona, ma gli venne detto che il  Führer era troppo impegnato.

## La fine
Considerando l'inadeguatezza delle forze sotto il suo comando, Steiner si rifiutò di attaccare; quando fu informato della cosa nel corso della conferenza pomeridiana del 22 aprile, Hitler andò su tutte le furie, lasciandosi andare a una reazione violenta contro i presenti. Nel frattempo la situazione per il Distaccamento d'armata Steiner era diventata sempre più critica: la 4. SS-Polizei-Panzergrenadierdivision fu scacciata dalla città di Eberswalde, mentre la 5. Jäger-Division iniziò a ritirarsi bruscamente. I promessi rinforzi della 2. Marine-Division, oltretutto, erano ancora troppo distanti dal fronte per dare respiro a truppe già stremate da una lunga battaglia.
Steiner rinunciò quindi a ogni proposito offensivo, limitandosi a proteggere il suo nuovo centro di raccolta a Oranienburg, ormai minacciato dai sovietici dopo la caduta di Eberswalde. Mentre la Battaglia di Berlino infuriava, Steiner iniziò a predisporre una ritirata ad occidente delle unità ancora sotto il suo comando: in questo modo, ciò che rimaneva del Distaccamento d'armata Steiner si arrese nelle mani degli Alleati.